# Вечеш
Вечеш (мађ. Vecsés) град је у Мађарској. Вечеш је град у оквиру жупаније Пешта, а истовремено и важно предграђе престонице државе, Будимпеште.
Град има 22.979 становника према подацима из 2008. године.

## Географија
Град Вечеш се налази у средишњем делу Мађарске. Од престонице Будимпеште град је удаљен 20 километара источно. Град се налази у северном делу Панонске низије.

## Становништво
По процени из 2017. у граду је живело 20.775 становника.
| 1990.  | 2001.  | 2011.  | 2017.  |
| ------ | ------ | ------ | ------ |
| 18.106 | 18.633 | 20.088 | 20.775 |

## Партнерски градови
- Рајнаштетен
- Лазареа